# Kitty Fischer
Kitty Fischer (Frederikstad, 10 augustus 1875 – Oslo, mei 1940) was een Noors zangeres op het gebied van klassieke muziek.
Ze werd geboren binnen het gezin van zakenman Christian Emanuel Fischer (1846-1935) en Marie Therese Blunck.
Ze kreeg haar opleiding in Wenen, bij Désirée Artôt in Parijs en bij Aglaja Orgeni in Dresden. Ze gaf vanaf 1907 ook les met haar collega Irgens Bergh Møller. Ze was een tijdlang aanhanger van de zangtechniek van Bergliot Ibsen.
Enkele optredens:
- 22 april 1898; kerkconcert met Kitty Stang Mathisen, Nini Beck, Marie Paulsen en organist S. Forsberg met werk van Edvard Grieg en Ludvig Mathias Lindeman
- 27 februari 1904, concert met Martin Knutzen en Johan Backer Lunde
- 6 februari 1907, samen met Olga Pommerenk met werken van Sigurd Lie en Catharinus Elling